# Louis-Marie de Suarez
Louis-Marie de Suarez (ou de Suarez d'Aulan) (8 novembre 1696, Avignon - 11 avril 1785), est un prélat français, évêque de Dax.

## Biographie
Louis-Marie de Suarez est le frère de Henri de Suarez d'Aulan, il est également le parent des trois frères qui se succèdent comme évêque de Vaison-la-Romaine entre 1633 et 1685 : Joseph-Marie Suarez, Charles Joseph de Suarez et Louis Alphonse de Suarez.
Louis-Marie est ordonné prêtre le 29 mars 1721. Il est nommé évêque de Dax en 1737 et, l'année suivante, il est pourvu en commende de l'abbaye de Cagnotte. En 1737, il célèbre dans son diocèse la canonisation de Vincent de Paul. Le 1er décembre 1761, il écrit au Chancelier de France afin de prendre la défense dès jésuites dans l'affaire de la suppression de la Compagnie de Jésus. Il se démet de son siège épiscopal en  1772 sous la réserve du versement d'une pension de 15 000 livres et conserve son abbaye en commende.